# 5 Korpus (austro-węgierski)

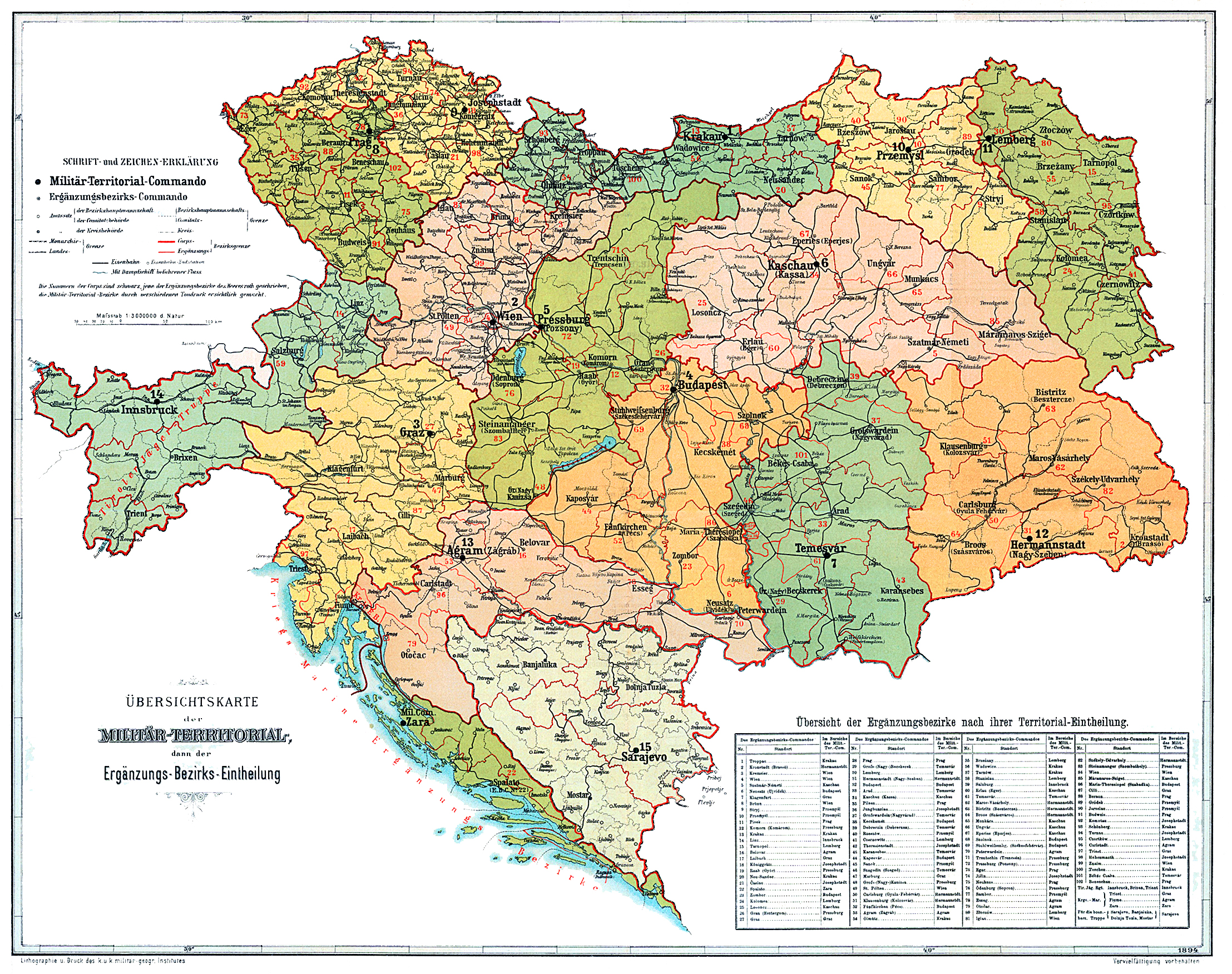
Wojskowy podział terytorialny Monarchii Austro-Węgier w 1894

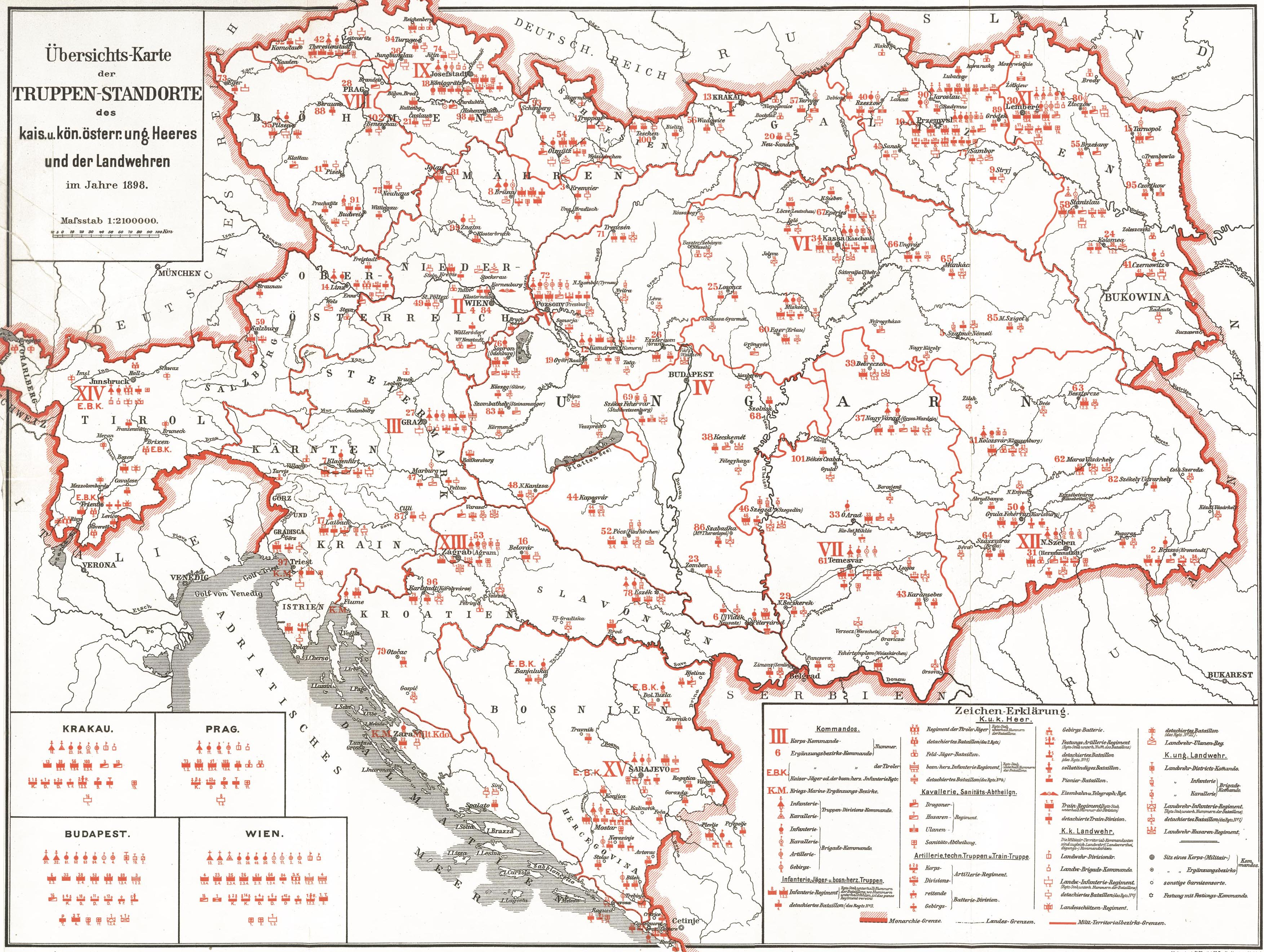
Dyslokalizacja sił zbrojnych Monarchii Austro-Węgier w styczniu 1898

5 Korpus (niem. 5. Korps) – wyższy związek taktyczny cesarskiej i królewskiej Armii z komendą w Bratysławie (niem. Pressburg, węg. Pozsony).
W styczniu 1883 roku na bazie Komendy Wojskowej w Bratysławie, podległej Dowództwu Generalnemu w Budapeszcie, została utworzona Komenda 5 Korpusu. Na stanowisko komendanta korpusu został wyznaczony FML Adolf von Catty, dotychczasowy komendant wojskowy w Bratysławie.
Właściwość terytorialna nie uległa zmianie. Korpus, tak jak poprzednio Komenda Wojskowa, obejmował okręgi uzupełnień nr: 12, 19, 26, 48, 71, 72 i 76.

## Skład i obsada personalna w sierpniu 1914
- 14 Dywizja Piechoty (14. ID): FML Hugo Martiny
  - 27 Brygada Piechoty (27. IBrig.):  GM. Georg  Schariczer v. Rény
  - 28 Brygada Piechoty (28. IBrig.): GM. Heinrich Ströhr
  - 14 Brygada Artylerii Polowej (14. FABrig.): GM von Jemrich
- 33 Dywizja Piechoty (33. ID): FML Karl Edl. v. Rebracha
  - 65 Brygada Piechoty (65. IBrig.): GM. Konrad v. Essler
  - 66 Brygada Piechoty (66. IBrig.):  GM Joseph Lieb
  - 33 Brygada Artylerii Polowej (33. FABrig.): płk. Eduard Kaufmann
- 37 Dywizja Piechoty Honwedu (37. HID): FML Adrian Wieber
  - 73 Brygada Piechoty Honwedu (73. HIBrig.): płk. Paul v. Nagy
  - 74 Brygada Piechoty Honwedu (74. HIBrig.): GM. Franz Cvrček
  - 37 Brygada Artylerii Polowej (37. FABrig.): GM von Jemrich

## Kadra
Komendanci korpusu i generałowie dowodzący
(niem. Korpskommandant und Kommandierender General)
- FML / FZM Adolf von Catty (1883 – 1 X 1889 → urlopowany)
- FML / FZM Fryderyk Habsburg (1889 – 1905 → generalny inspektor wojsk)
- FZM / gen. piech. Karl von Steininger (1905 – 1 VII 1909 → stan spoczynku)
- gen. kawalerii Anton von Winzor (1909 – †30 IV 1910)
- gen. piechoty Arthur Heinrich Sprecher von Bernegg (1910 – †2 X 1912)
- FZM Paul Puhallo von Brlog (1912 – 1915)

Generałowie przydzieleni
(niem. Zugeteilter General)
- gen. mjr Oskar Vivenot (1908)

Szefowie Sztabu Generalnego
(niem. Generalstabschef)
- ppłk SG Emil von Arbter (1883 – 1884 → szef Biura Opisu Kraju Sztabu Generalnego)
- ppłk SG Franz Schönaich (1884 – 1887)
- płk SG Julius Latscher von Lauendorf (1887 – 1893)
- płk SG Hermann Sallagar (1914 – 1915)